# Wolfgang Rother (Moderator)

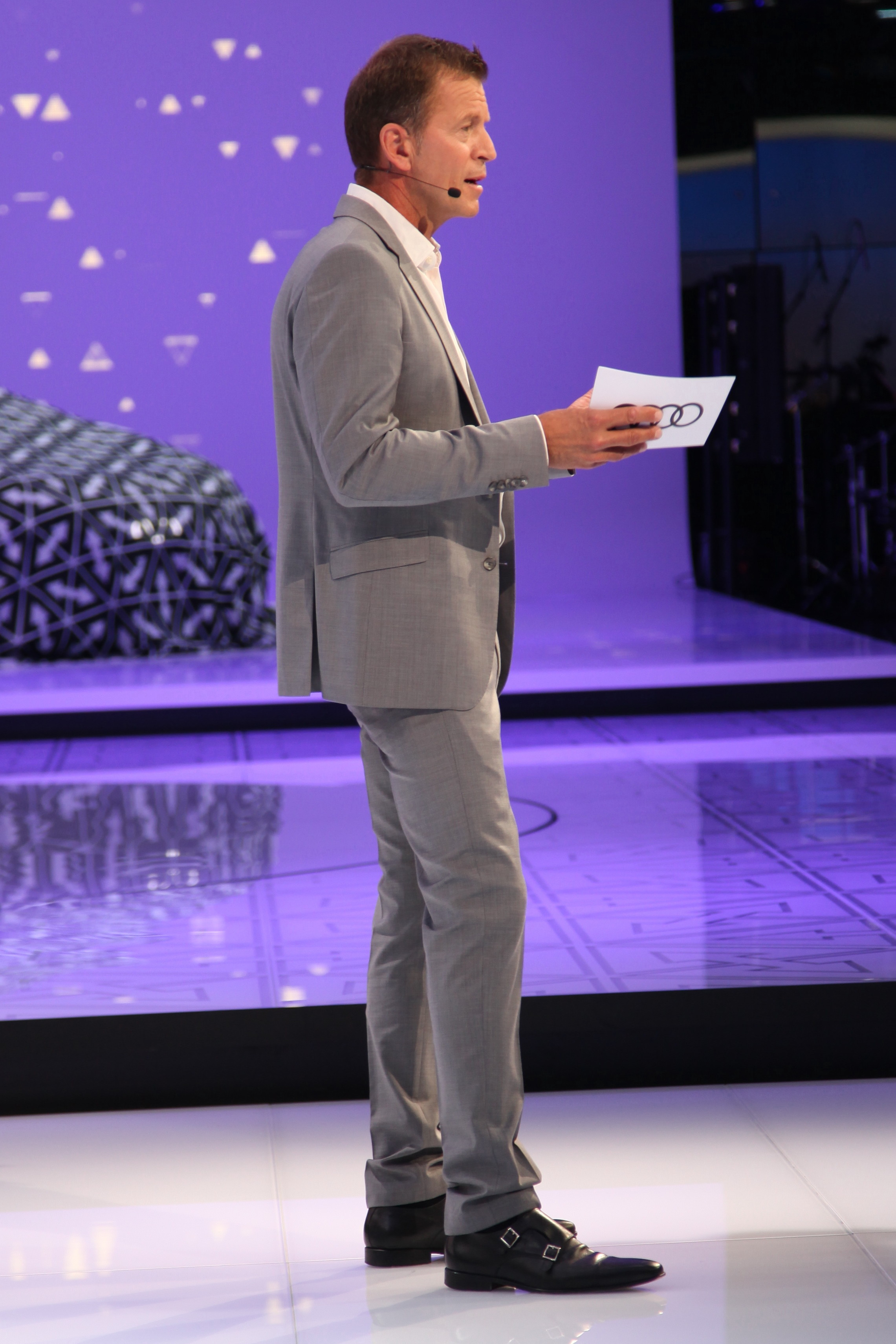
Wolfgang Rother auf der IAA 2017

Wolfgang Rother (* 16. Februar 1962 in Wasserburg am Inn) ist ein deutscher Moderator.

## Leben
Rother studierte Kommunikationswissenschaft in München und arbeitete anschließend für verschiedene Zeitungen, u. a. Münchner Merkur und Süddeutsche Zeitung. 1987 wurde er als Hörfunk-Reporter bei Radio Gong angestellt, wo er 1991 den Posten des Chefredakteurs übernahm. Im Dezember 1992 wechselte Rother zum Deutschen Sportfernsehen, heute Sport1. Dort war er zuerst als Sportreporter tätig, ab 1994 widmete er sich seinem Lieblings-Thema, dem Motorsport. Später wurde Rother dann Chef vom Dienst der Motorsportabteilung und moderierte die Rennen für das DSF, u. a. das 24-Stunden-Rennen von Le Mans und die Superbike-WM. Mit Start des Bezahlfernsehsenders DF1 wurde Rother Moderator der Formel-1-Übertragungen des Senders. Er blieb bei DF1/Premiere World/Premiere bis Ende 2005 Moderator der Formel 1.
Seit 2001 ist er selbständig und leitet als geschäftsführender Gesellschafter die WR Media GmbH. Für verschiedene Unternehmen ist er als Moderator und Berater tätig. 2021 gab Rother auf seiner Website bekannt, ab sofort als Leiter Elektronische Medien bei Audi zu arbeiten.